# Anthopsis microspora
Anthopsis microspora är en svampart som beskrevs av K. Ando & Tubaki 1985. Anthopsis microspora ingår i släktet Anthopsis, divisionen sporsäcksvampar och riket svampar.   Inga underarter finns listade i Catalogue of Life.